# Mastertronic
La Mastertronic era un'azienda editrice e distributrice di videogiochi britannica, fondata nel 1983, inizialmente specializzata nelle edizioni a basso costo per home computer di titoli sviluppati da altre aziende o da programmatori indipendenti.

## Storia
I primi videogiochi vennero pubblicati nell'aprile del 1984. A metà degli anni '80, al culmine del successo, la Mastertronic era l'editore predominante nel Regno Unito, successo ottenuto vendendo software su cassetta nella fascia di prezzo tra 1,99 e 2,99 sterline (i prezzi ordinari erano generalmente tra le 5 e le 8 sterline), i cosiddetti videogiochi budget.
Così come divenne grossista esclusivo per il settore videogiochi per alcune catene di negozi specializzati in giocattoli come Woolworths Group e Toys "R" Us, oltre ad altri principali rivenditori, parimenti iniziò a commercializzare il software tramite piccoli esercizi come edicole dei giornali, videoteche, drogherie, stazioni di servizio.
Successive diversificazioni inclusero la creazione di una filiale sul mercato statunitense (Mastertronic, Inc.) al fine di distribuire il proprio software in Nordamerica, l'acquisizione di Melbourne House nel 1987 per le pubblicazioni anche a prezzo pieno, e l'apertura di una filiale denominata Arcadia Systems, dedicata anche alle macchine arcade, che però non ebbe successo.
Nel 1986 l'inglese John Holder fondò a Casciago la Mastertronic Italia, divenuta nel 1987 la Leader, che fu un importante distributore italiano di software ludico.
Fu tuttavia la decisione di portare sul mercato inglese il sistema Sega Master System che alla fine permise alla Mastertronic di affrontare il declino dei videogiochi budget alla fine degli anni '80. Mastertronic divenne la distributrice dei prodotti SEGA nel Regno Unito e successivamente in altri paesi d'Europa.
Questa fu probabilmente la ragione per cui la Virgin Group prima investì nella compagnia e nel settembre 1988 l'acquistò, formando il marchio Virgin Mastertronic, poi divenuto Virgin Interactive.
Con il declino del mercato del software a basso costo la distribuzione dell'hardware Sega divenne la parte predominante del business della Mastertronic e la compagnia venne acquistata dalla Sega stessa.
Anche se la Mastertronic cessò di esistere, i diritti del marchio vennero acquistati nel 2003 dalla Mastertronic Group Ltd., di proprietà di uno dei fondatori della Mastertronic, Frank Herman. Mastertronic Group pubblicò giochi per PC e console con diverse etichette, fino a entrare in liquidazione nel 2015.

## Marchi collegati
Mastertronic pubblicò anche con le seguenti etichette:
- MAD (Mastertronic Added Dimension) dal 1985, dedicata ai titoli relativamente più costosi, venduti a 2,99£
- Entertainment USA dal 1986, per la pubblicazione negli USA dei prodotti sviluppati da autori locali
- Bulldog Software dal 1987, marchio ottenuto da una compagnia acquisita per debiti, ma abbandonato lo stesso anno
- Ricochet da luglio 1987, dedicata alle ripubblicazioni di titoli già pubblicati in precedenza a prezzo pieno da altri editori
- Americana dedicata soprattutto alle ripubblicazioni di titoli U.S. Gold, prima che questa fondasse la propria etichetta a basso costo Kixx
- Rack-it e Rebound, dedicate alle ripubblicazioni di titoli Hewson
- 16 Blitz dal Natale 1989, dedicata agli emergenti computer a 16 bit (Amiga, Atari ST, PC IBM, per i quali comunque la Mastertronic già pubblicava dal 1987), che richiedevano l'uso di floppy disk anziché delle più economiche cassette, al prezzo di 4,99£
- Mastertronic Plus che rimpiazzò MAD dal 1989
- Arcadia per le edizioni domestiche degli arcade Arcadia Systems negli USA.
- Master Sound e Master Vision furono un breve tentativo di entrare nel mercato della musica e dei video nel 1987; soltanto l'LP raccolta Heat of Soul vendette abbastanza bene e l'impresa venne presto abbandonata[9].

## Videogiochi pubblicati
Secondo il sito di Anthony Guter, allora responsabile commerciale dell'azienda, il numero di giochi pubblicati come titoli a sé stanti nel periodo 1984-1991 per ciascuna piattaforma fu il seguente:
| Computer                       | 1984 | 1985 | 1986 | 1987 | 1988 | 1989 | 1990 | 1991 | Totale |
| ------------------------------ | ---- | ---- | ---- | ---- | ---- | ---- | ---- | ---- | ------ |
| Amstrad CPC                    |      | 8    | 20   | 49   | 25   | 21   | 15   |      | 138    |
| Atari 8-bit                    |      | 1    | 12   | 18   | 3    | 4    | 1    |      | 39     |
| BBC Micro                      | 4    |      | 3    | 10   | 3    | 1    |      |      | 21     |
| Commodore 16                   |      | 8    | 17   | 15   | 4    |      | 1    |      | 45     |
| Commodore 64                   | 21   | 22   | 28   | 69   | 58   | 35   | 11   |      | 244    |
| Dragon 32/64                   | 1    | 1    |      |      |      |      |      |      | 2      |
| Electron                       |      |      | 3    |      |      |      |      |      | 3      |
| MSX                            |      | 3    | 6    | 21   |      |      |      |      | 30     |
| Spectrum 128k                  |      |      | 1    | 2    |      |      |      |      | 3      |
| Spectrum/Amstrad (cass. duale) |      |      |      |      | 18   | 10   |      |      | 28     |
| Spectrum                       | 17   | 26   | 30   | 68   | 42   | 27   | 16   |      | 226    |
| VIC-20                         | 12   | 5    |      | 1    |      |      |      |      | 18     |
| Amiga                          |      |      |      | 3    | 14   | 11   | 11   | 4    | 43     |
| Atari ST                       |      |      |      | 3    | 12   | 12   | 11   | 2    | 40     |
| PC IBM                         |      |      |      | 8    | 11   | 10   | 7    | 3    | 39     |

Il gioco singolarmente più venduto in assoluto, un successo un po' inspiegabile per lo stesso Guter, fu Formula 1 Simulator, con 568 013 copie. Tra le riedizioni economiche di titoli già pubblicati da altre aziende il maggior successo fu Ghostbusters (con marchio Ricochet) con circa 450 000 copie.

### Elenco originali
Elenco approssimativo di titoli originali pubblicati da Mastertronic o da una delle sue etichette secondarie.
- 180 (1987) per Atari 8-bit, CPC, C64, MSX, Spectrum
- 1985: The Day After (1985) per C64, Spectrum
- 2 on One: BMX Trials + 1985 (1986) per C64
- 2 on One: Hunter Patrol + Ad Infinitum (1986) per C64
- 2 on One: L.A. Swat + Panther (1988) per Atari 8-bit, Commodore 64
- 2 on One: Spellbound + Finders Keepers (1986) per C64
- 2 on One: Street Surfer + Hollywood or Bust (1986) per C64
- 3D Golf o Hole in One (1986) per C64
- 3D Maze (1984) per VIC-20
- 3-D Pinball o Pinball Power (1989) per CPC, C64, Spectrum
- Action Biker (1985) per Atari 8-bit, C64, Spectrum
- Advanced Basketball Simulator o Slam-Dunk (1988) per C64
- Advanced Soccer Simulator (1989) per Spectrum
- Agent X (1986) per Spectrum
- Agent X II: The Mad Prof's Back! (1987) per CPC, C64, Spectrum
- Alcatraz Harry (1984) per Spectrum
- Alien Kill (1984) per Spectrum
- Amaurote (1987) per CPC, Atari 8-bit, C64, MSX, Spectrum
- Angle Ball (1987) per CPC, C64, MSX, Spectrum
- Aqua (1984) per C64
- Back to Reality (1986) per CPC, C64
- Ball Crazy (1987) per CPC, C64, Spectrum
- Bandits at Zero (1986) per C16
- Battle (1987) per C16
- Beat It! (1987) per C64
- Big Mac o More Adventures of Big Mac the Mad Maintenance Man (1985) per C16, C64
- Bionic Granny (1984) per C64
- BMX Racers (1985) per C64, C16, Spectrum
- BMX Trials (1985) per C64
- Bomb Fusion (1989) per Amiga, CPC, Atari 8-bit, C64, Spectrum
- Bullet (1984) per VIC-20
- Bump, Set, Spike! Doubles Volleyball (1986) per C64, Spectrum
- C16 Compilation, comprendente l'inedito Laza! (1988) per C16
- Cage Match (1987) per C64, Spectrum
- California Pro Golf (1989) per Commodore 64, DOS
- Canyon Warrior (1989) per Spectrum
- The Captive (1985) per C64
- Caves of Doom (1985) per CPC, Spectrum
- Challenger (1984) per C64
- Chase (1988) per Amiga, Atari ST
- Chiller (1984-1985) per CPC, C64, MSX, Spectrum
- Chronos (1987) per CPC, Spectrum
- City Fighter (1984) per C64
- Clue: Master Detective (1989) per DOS
- Colony (1987) per CPC, Atari 8-bit, C64, MSX, Spectrum
- Conflict (1990) per Amiga, Atari ST, DOS
- Con-Quest (1986) per CPC, C64, Spectrum
- Crystal Raider (1986) per Atari 8-bit
- The Curse of Sherwood (1987) per CPC, C64, Spectrum
- Dark Star (1984) per C64
- Demon's Tomb: The Awakening (1989) per Amiga, Atari ST
- Despatch Rider (1986) per Atari 8-bit
- Destructo (1987) per CPC, C64, Spectrum
- Devil's Crown (1985) per Spectrum
- Die Alien Slime (1989) per CPC, C64, Spectrum
- Dingbat (1988) per C16
- Dizasterblaster (1987) per C16
- Duck Shoot (1984) per C64
- Dynatron Mission (1987) per Spectrum
- The Empire Fights Back (1985) per Spectrum
- Energy Warrior (1988) per C64
- Energy Warrior + Molecule Man (1987) per CPC, C64, Spectrum
- Enter the Ninja (1987) per C64
- The Exploits of Fingers Malone (1986) per C16
- Fearless Fred and the Factory of Doom (1986) per C64
- Feud (1987) per Amiga, Atari 8-bit, CPC, C64, DOS, MSX, Spectrum
- Finders Keepers (1985) per CPC, C16, C64, MSX, Spectrum
- Flash Gordon (1986) per CPC, C64, MSX, Spectrum
- Formula 1 Simulator (1985) per CPC, C16, C64, MSX
- Frenesis (1987) per Atari 8-bit, C16, C64
- Future Games (1986) per Spectrum
- Galletron (1987) per CPC, Spectrum
- Grand Prix Tennis (1987) per CPC, C64, Spectrum
- The Graphics Creator (software grafico) per Spectrum
- Gregory Loses His Clock (1989) per CPC, Spectrum
- Gun Law (1986) per Atari 8-bit, C16
- GWNN (1987) per C16
- Hektik (1984) per C16, C64, VIC-20
- Hero of the Golden Talisman (1985) per CPC, C64
- Hollywood or Bust (1986) per CPC, C64
- Hopto (1985) per C64
- Hotch Potch (1985) per Spectrum
- How to Be a Hero (1987) per CPC, Spectrum
- The Human Race (1985) per C64
- Hunter Patrol (1985) per C64
- Hyperbowl (1987) per Amiga, CPC, Atari ST, C64, Spectrum
- Incredible Shrinking Fireman (1985) per Spectrum
- Into Oblivion (1986) per CPC, Spectrum
- Invasion (1987) per Atari 8-bit, C64, CPC, MSX, Spectrum
- Jackle & Wide (1987) per CPC, C64, MSX, Spectrum
- Jason's Gem (1985) per Spectrum
- Jungle Story (1984) per C64
- Kane (1985) per CPC, BBC Micro, C16, C64, Electron, Spectrum
- Kane 2 (1988) per C64
- Kikstart: Off-Road Simulator (1985) per Atari 8-bit, C16, C64, C128
- Kikstart 2 (1987) per Amiga, CPC, C64, Spectrum
- King Tut (1985) per VIC-20
- Knight Games (1986) per CPC, C64, DOS
- Knight Tyme (1986) per CPC, C64, MSX, Spectrum
- Kobayashi Naru (1987) per CPC, C64, Spectrum
- Kromazone (1987) per C64
- Lap of the Gods (1986) per Spectrum
- The Last V8 (1986) per CPC, Atari 8-bit, C128
- Las Vegas Video Poker (1986) per CPC, Atari 8-bit, C16, C64, DOS, MSX, Spectrum
- Lazer Wheel (1986) per C64, Spectrum
- Level 5 (1987) per Spectrum
- Locomotion (1985) per CPC, Spectrum, conversione non ufficiale dell'arcade Loco-Motion
- Los Angeles SWAT (1986) per CPC, Atari 8-bit, C64, Spectrum
- Magic Carpet (1984) per C64, Spectrum
- Magic Johnson's Basketball (1989) per DOS
- Majik (1988) per C64, Spectrum
- Make Music with Mistertronic (software musicale, 1985) per C64
- Master Chess (1986) per CPC, Atari 8-bit, C16, C64, MSX, Spectrum
- Master of Magic (1985) per C64, Spectrum
- Megabolts (1986) per C16
- Metropolis (1987) per PC booter
- Micro Mouse (1989) per CPC, C64, Spectrum
- Milk Race (1987) per CPC, Atari 8-bit, C64, MSX, Spectrum
- Mind Control (1984) per C64
- Mindtrap (1989) per CPC, C64, Spectrum
- Molecule Man (1986) per CPC, Atari 8-bit, C16, C64, MSX, Spectrum
- Motorbike Madness (1988) per Amiga, CPC, Atari ST, C64, DOS, Spectrum
- Mr. Puniverse (1986) per C16
- Munch Mania (1984) per C64
- New York Blitz (1984) per VIC-20, clone di Blitz
- Night Racer (1988) per C64
- Ninja (1986) per Amiga, CPC, Atari 8-bit, Atari ST, C64, Spectrum
- Nonterraqueous (1985) per CPC, C64, Spectrum
- Oblido (1986) per C16
- Octagon Squad (1986) per MSX, Spectrum
- Octoplex (1989) per CPC, C64
- Omega One (1987) per Spectrum
- On Cue (1987) per CPC, Atari 8-bit, C16, C64, Spectrum
- One Man and His Droid (1985) per CPC, Atari 8-bit, C16, C64, Spectrum
- Orbitron (1984) per C64
- Pacos Pete (1987) per C64
- Panther (1986) per Atari 8-bit, C64, Spectrum
- Phantom of the Asteroid (1985) per C64
- Pigs in Space (1984) per C64
- Pippo (1986) per Spectrum
- Planet 10 (1989) per Spectrum
- Play It Again Sam (1986) per Spectrum
- Plexar (1987) per Spectrum
- Plus One: Bionic Granny + Jungle Story (1985) per C64
- P.O.D.: Proof of Destruction (1986) per C16, C64, Spectrum
- Pool (1987) per Amiga, Atari ST
- Powerball (1986) per C16
- Power Down (1987) per Atari 8-bit
- Prospector Pete (1986) per C16
- Protector (1989) per Amiga, Atari 8-bit, Atari ST, CPC, C64, Spectrum
- Prowler (1987) per CPC, C64, PC booter, Spectrum
- Psycho Hopper (1989) per CPC, C64, Spectrum
- Pub Darts (1986) per Amiga, CPC, Atari 8-bit, Atari ST, C64, MSX, Spectrum
- Pub Pool (1987) per DOS
- Pulse Warrior (1988) per C64, Spectrum
- Pulsoids (1987) per CPC, C64, Spectrum
- Rad Ramp Racer (1989) per CPC, Spectrum
- Rapid Fire (1987) per C64, Spectrum
- Raster Runner (1990) per CPC, Spectrum
- Rasterscan (1987) per CPC, C64, MSX, PC booter, Spectrum
- Raw Recruit (1988) per C64, Spectrum
- Rentakill Rita (1987) per Spectrum
- Rescue (1988) per Spectrum
- The Return of Rockman (1986) per C16
- Rest in Peace o R.I.P. The Game (1984) per VIC-20
- Return of the Mutant Camels (1987) per Amiga, Atari 8-bit, Atari ST, C64
- Reveal (1989) per CPC, Spectrum
- Rifle Range (1984) per Spectrum
- Rigel's Revenge (1987) per CPC, C64, Spectrum
- Robo Knight (1986) per C16
- Robot Attack (1989) per CPC, Spectrum (con la pistola ottica Magnum Light Phaser)
- Rockford: The Arcade Game (1987) per CPC, Atari 8-bit, C64, Spectrum
- Rockman (1985) per C16, VIC-20, Spectrum
- Rollaround (1987) per CPC, C64, Spectrum
- Rookie (1989) per CPC, Spectrum (con la pistola ottica Magnum Light Phaser)
- Rugby Manager (1990) per CPC, C64, Spectrum
- Sarakon (1991) per Amiga, Atari ST
- Scout (1988) per C64
- Scumball (1988) per C64, Spectrum
- Se-Kaa of Assiah (1984) per C64, Spectrum
- Shard of Inovar (1987) per C64, CPC, DOS, Spectrum
- SideWinder (1988) per Amiga, Atari ST
- Sidewinder II (1989) per Amiga, Atari 8-bit, Atari ST, C64, Spectrum
- Sinbad & the Golden Ship (1986) per Spectrum
- Skyjet (1985) per C64
- Solar Invasion (1989) per CPC, Spectrum (con la pistola ottica Magnum Light Phaser)
- S.O.S. (1986) per C64, Spectrum
- Soul of a Robot (1985) per CPC, MSX, Spectrum
- Space Hunter (1985) per C64, Spectrum
- Space Walk (1984) per C64, MSX, Spectrum
- Specventure (1985) per Spectrum
- Speedboat Assassins (1989) per Amiga, Atari ST, Spectrum
- Speed King 2 (1987) per Spectrum
- Speed Zone (1988) per CPC, Atari 8-bit, DOS, Spectrum
- Spellbound (1985) per CPC, Atari 8-bit, C64, Spectrum
- Spooks (1985) per C64
- Spore (1987) per C64, C16, Spectrum
- Sport of Kings (1986) per CPC, C64, Spectrum
- Squirm (1985) per C16, C64
- Star Farce (1987) per Spectrum
- Starforce Fighter (1987) per C64
- Starforce Nova (1987) per C16, C64
- Star Lifter (1987) per C64
- Star Race o Starace (1984) per C64
- Star Wars: Droids (1988) per CPC, C64, Spectrum
- Storm (1986) per CPC, Atari 8-bit, C16, C64, MSX, PC booter, Spectrum
- Stormbringer (1987) per CPC, Atari ST, C64, MSX, Spectrum
- Streaker (1987) per CPC, MSX, Spectrum
- Street Fighting Man (1989) per DOS
- Street Olympics (1986) per C16
- Street Surfer (1986) per C64
- Strike (1987) per CPC, C64, Spectrum
- Sub Hunt (1984) per C64
- Super Nudge 2000 (1989) per CPC, Spectrum
- Super Stock Car (1990) per C64, CPC, Spectrum
- Super Trolley (1988) per CPC, C64, Spectrum
- Sweep (1987) per C64
- Tank Trax (1984) per Spectrum
- T-Bird (1989) per Amiga, Atari ST, CPC, C64, Spectrum
- Terminus: The Prison Planet (1986) per CPC, MSX, Spectrum
- A Ticket to Ride (1986) per Spectrum
- Treasure Island (1987) per C64
- Trilogy, raccolta di Kobayashi Naru, Shard of Inovar, Venom (1987) per C64, PC booter, Spectrum
- Turbo Champions (1989) per DOS
- Tutti Frutti (1985) per C16
- Type-Rope o Type-Rope with Mistertronic (1985) per Spectrum
- UCM: Ultimate Combat Mission (1987) per C64, Spectrum
- Universal Hero (1986) per Atari 8-bit, Spectrum
- Vectorball (1988) per Amiga, CPC, Atari ST, C64, DOS, Spectrum
- Vegas Jackpot (1983) per Atari 8-bit, BBC Micro, C16, C64, Dragon 32/64, DOS, Electron, VIC-20, Spectrum
- Venom (1987) per CPC, C64, DOS, Spectrum
- Video Meanies (1986) per C64, C16
- Viper III (1984) per Spectrum
- Voidrunner (1987) per C64, MSX, Spectrum
- Voyage into the Unknown (1984) per Spectrum
- Whodunnit (1984) per Spectrum, imitazione non ufficiale di Cluedo
- Wizards Pet (1987) per C64
- Wolfan (1987) per Spectrum
- Xadium (1987) per C16
- Zub (1986) per CPC, C64, Spectrum
- Zzzz (1985) per C64, Spectrum

Nel 1986 uscì anche un joystick a marchio Mastertronic, il Magnum Joystick.

### Elenco riedizioni
Elenco approssimativo di giochi pubblicati in precedenza da altre aziende, poi ripubblicati in versione economica da una delle etichette della Mastertronic; date e piattaforme si riferiscono solo alle riedizioni.
- Action Force (1989) per CPC, C64, Spectrum
- Action Reflex (1988) per Spectrum
- The Adventures of Saint Bernard (1983) per Spectrum
- Alien 8 (1987) per CPC, BBC Micro, Spectrum
- Aliens: The Computer Game (1988) per C64, Spectrum
- Alley Cat (1986) per Atari 8-bit
- Apollo 11 (1985) per Spectrum
- Attack of the Mutant Camels (1987) per Atari 8-bit
- Ballblazer (1988) per C64, Spectrum
- Barbarian (1988) per MSX
- Barry McGuigan World Championship Boxing (1985) per CPC, C64, Spectrum
- Bazooka Bill (1988) per C64
- Beach Head (1987) per CPC, Spectrum
- Beach Head II: The Dictator Strikes Back (1987) per C64
- Black Crystal (1985) per C64
- Blackwyche (1987) per C64
- Borrowed Time (1989) per C64, PC booter
- Bosconian '87 (1987) per CPC, C64, Spectrum
- Bounder (1986) per Commodore 64
- Bounty Bob Strikes Back! (1986) per Spectrum
- Breakdance (1986) per C64
- Brian Jacks Superstar Challenge (1989) per CPC, MSX, Spectrum
- Bruce Lee (1985) per Spectrum
- Bug Diver (1984) per Dragon 32/64
- Bullseye (1983) per Spectrum
- Butcher Hill (1989) per Commodore 64
- Camelot Warriors (1988) per CPC, C64, Spectrum
- Cavelon II (1985) per C64
- Challenger (1984) per BBC Micro
- Chuckman (1983) per Spectrum
- El Cid (1987) per CPC, Spectrum
- Computer Scrabble (1984) per CPC, C64
- Confuzion (1988) per Spectrum
- Continental Circus (1991) per Atari ST, Spectrum
- Countdown to Shutdown (1986) per C64
- Crazy Comets (1988) per C64
- Dan Dare: Pilot of the Future (1988) per C64, CPC, Spectrum
- Dan Dare II: Mekon's Revenge (1989) per CPC, Spectrum
- Deadline (1991) per Amiga, Atari ST, DOS
- Delta Wing (1986) per Spectrum
- The Demon's Forge (1987) per PC booter
- Dizasterblaster (1986) per C64
- Double Dragon (1990) per C64, CPC, Spectrum
- Dragonskulle (1987) per C64
- Dropzone (1986) per C64
- Eddie Kidd Jump Challenge (1987) per BBC Micro, MSX, Spectrum
- The Eidolon (1988) per C64, Spectrum
- Enchanter (1991) per Amiga, Atari ST
- Enterprise (1987) per CPC, C64, Spectrum
- Elektraglide (1986) per Atari 8-bit, Commodore 64
- Erebus (1988) per C64
- F.A. Cup Football (1988) per CPC, C64, Spectrum
- The Fifth Quadrant (1988) per C64, Spectrum
- Fighting Warrior (1990) per Spectrum
- Fist II: The Legend Continues (1990) per C64, Spectrum
- Five-a-Side Soccer (1985/6) per CPC, C64, PC booter
- The Games Creator (1984) per C64
- The Games Designer (1984) per VIC-20
- Gaplus (1988) per C64
- Gemini Wing (1991) per C64, Spectrum
- Geoff Capes Strongman (1987) per Spectrum
- Ghostbusters (1987) per C64, CPC, Spectrum
- Give My Regards to Broad Street (1985) per C64
- Gnasher (1983) per Spectrum
- Go for the Gold (1986) per C64
- Gobbleman (1983) per Spectrum, imitazione di Pac-Man
- Gridrunner (1987) per Atari 8-bit
- The Growing Pains of Adrian Mole (1989) per CPC, C64, Spectrum
- Hacker (1988) per CPC, Spectrum
- Hacker II: The Doomsday Papers (1987) per CPC, C64, Spectrum
- Helichopper (1987) per Spectrum
- Henry's House (1987) per Atari 8-bit
- The Hitchhiker's Guide to the Galaxy (1990) per Amiga, Atari ST, DOS
- How to Be a Complete Bastard (1988) per C64, CPC, Spectrum
- Hundra (1989) per CPC, Spectrum
- Hyperforce (1987) per C64
- Impossible Mission (1988) per CPC, C64, Spectrum
- James Clavell's Shogun (1988) per C64, DOS
- Jetpac (1987) per BBC Micro, Spectrum
- Jet Set Willy II: The Final Frontier (1989) per CPC, C64, Spectrum
- Jonah Barrington's Squash (1988) per C64, PC booter, Spectrum
- Journey's End (1985) per Spectrum
- Judge Dredd (1988) per C64
- Kentilla (1986) per CPC, C64, Spectrum
- Knight Lore (1987) per CPC, BBC Micro, Spectrum
- Knightmare (1988) per C64, CPC, Spectrum
- Knuckle Busters (1988) per Spectrum
- Leather Goddesses of Phobos (1990) per Amiga, Atari ST
- Legend of the Amazon Women (1986) per C64, CPC, Spectrum
- Leviathan (1989) per C64, Spectrum
- Little Computer People (1988) per Amiga, C64
- Locomotion per BBC Micro, Electron
- Manic Miner (1988) per CPC, C64, Spectrum
- Masters of the Universe: The Arcade Game (1987) per C64
- Moon Shuttle (1986) per C64
- Motos (1987) per CPC, C64, Spectrum
- Neutral Zone (1986) per C64
- Neutron Zapper (1984) per VIC-20
- New York City (1986) per Atari 8-bit, C64
- Nightshade (1987) per BBC Micro, Spectrum
- The Ninja Warriors (1991) per Atari ST
- Nonamed (1988) per CPC, Spectrum
- Olé, Toro (1986) per ZX Spectrum
- Ollie's Follies (1986) per Atari 8-bit, C64
- Olympic Skier (1986) per C64
- Omni-Play Horse Racing (1986) per CPC, C64, Spectrum
- Outlaws (1987) per C64
- Pipeline 2 (1986) per CPC, C64
- Planetfall (1990) per Amiga, Atari ST, DOS
- Plus One: Gnasher + Spectipede (1985) per Spectrum
- Preppie! (1986) per Atari 8-bit
- The Quest for the Golden Eggcup (1988) per CPC, C64, Spectrum
- The Quest for the Holy Grail (1985) per C64, Spectrum
- Questprobe Featuring The Hulk (1986) per C16, Spectrum
- Questprobe Featuring Spider-Man (1985) per C64, Spectrum
- Rebel (1989) per Spectrum
- Rescue on Fractalus! (1989) per Spectrum
- Rock n' Bolt (1989) per C64
- Rogue (1988) per CPC, Atari 8-bit, Atari ST, C64, DOS, Spectrum
- Sabre Wulf (1987) per CPC, C64
- Sailing (1987) per CPC, C64, Spectrum
- The Scrolls of Abadon (1986) per C64
- Sgrizam (1986) per Spectrum
- Shamus (1986) per Atari 8-bit
- Shinobi (1989) per MSX, Spectrum
- Silkworm (1990) per Amiga, C64, Spectrum
- Sky Ranger (1984) per Spectrum
- The Slugger (1986) per C64
- Sorcerer (1991) per Amiga, Atari ST, DOS
- Spectipede (1984) per BBC Micro, C16, C64, Electron, Spectrum
- Speed King (1986) per Atari 8-bit, CPC, C16, C64, MSX
- Spy-Trek Adventure (1986) per CPC, Spectrum
- Starquake (1988) per C64, Spectrum
- Star Rank Boxing (1989) per Spectrum
- Stop Ball (1987) per CPC, MSX, Spectrum
- Street Beat (1987) per C64
- Street Hassle (1989) per Spectrum
- Subterranean Nightmare (1986) per Spectrum
- Superstar Ping Pong (1987) per C64
- Tank Trax (1983) per Spectrum, variante di Artillery
- Tau Ceti (1988) per CPC, C64, Spectrum
- Tempest (1989) per CPC, Spectrum
- Tetris (1989) per Spectrum
- Throne of Fire (1987) per Spectrum
- Toy Bizarre (1989) per C64
- Transformers: The Battle to Save the Earth (1989) per C64
- Trailblazer (1988) per C64, Spectrum
- Tremor (1986) per Spectrum
- Video Olympics (1986) per Spectrum
- Volcanic Dungeon (1984) per Spectrum
- Water Polo (1987) per C64
- The Way of the Exploding Fist (1988) per BBC Micro, C16, C64, Spectrum
- Werewolves of London (1988) per CPC, C64, Spectrum
- Westminster o Election, The Election Game (1984) per C64, Spectrum
- Whirlinurd (1986) per C64
- William Wobbler (1986) per Spectrum
- Wing Commander (1986) per C64
- Wishbringer (1990) per Amiga, Atari ST, DOS
- Wizards Warrior (1983) per Spectrum
- The Wrath of Magra (1984) per Spectrum
- X-15 Alpha Mission (1988) per C64
- Xcel (1986) per CPC, Spectrum
- Xenon (1990) per C64, Spectrum
- Xevious (1987) per CPC, Spectrum
- Yes Prime Minister (1990) per CPC, C64, DOS, Spectrum
- Zork I: The Great Underground Empire (1990) per Amiga, Atari ST, DOS
- Zork II: The Wizard of Frobozz (1990) per Amiga, Atari ST, DOS
- Zork III: The Dungeon Master (1991) per Amiga, Atari ST
- Zorro (1987) per Spectrum

## Arcadia Systems
Mastertronic fondò la filiale Arcadia Systems nel tardo 1987 con l'intento di produrre videogiochi arcade facili da realizzare insieme alle loro versioni per computer; le macchine Arcadia erano infatti basate sull'hardware interno Amiga, acquistato alla Commodore, e gli stessi giochi erano solitamente prodotti anche in versioni domestiche. L'etichetta Arcadia fu anche utilizzata per pubblicare negli USA i giochi Melbourne House dopo la sua acquisizione. Arcadia Systems fu però un grosso insuccesso, attribuibile alle evidenti differenze di capacità e di design dei giochi tra macchine dedicate e home computer, e causò gravi perdite alla compagnia.
Elenco probabilmente completo dei giochi arcade prodotti da Arcadia:
- Aaargh!
- Blastaball
- Delta Command
- Leader Board
- Magic Johnson's Fast Break
- Ninja Mission
- Pharaohs Match
- Pool
- RoadWars
- Rockford
- Sidewinder
- Space Ranger
- SportTime Bowling o Ten Pin Bowling
- SportTime Table Hockey
- Spot
- World Darts
- World Trophy Soccer
- Xenon

Molti di essi furono disponibili nelle macchine Super Select System o Electro Choice che permettono di selezionare tra fino a 10 giochi.